# Venados Fútbol Club
Venados Fútbol Club Yucatán é um time de futebol mexicano que participa da Liga de Expansion MX. Sua sede fica na cidade de Mérida, no estado de Yucatán.
A equipe surgiu em 1988 como os "Venados de Yucatán", quando o Sr. Jorge Arana Palma adquiriu a franquia Alacranes de Apatzingán Segunda Divisão, e é nesta fase que são definidas as cores que os identificariam até hoje. verde, amarelo e branco. Nesta primeira temporada conquistou o vice-campeonato da Segunda Divisão na temporada 1988-89 e o campeonato da Primeira Divisão 'A' em 1998. Depois de desaparecer em 2001, ressurgiu no ano seguinte como "Atlético Yucatán", franquia que veio de Chiapas chamado "Atlético Chiapas", mas esta nova franquia durou apenas uma temporada. Em 2003, Francisco Ibarra, jogador da Seleção Nacional de Tijuana, transferiu-a para o Mérida com o nome de Mérida FC.
Este clube competiu por 4 temporadas. Em 2005 o time foi colocado à venda e em 2006 a Federação Mexicana de Futebol o adquiriu. Em 2008 voltou a aparecer como "Mérida Fútbol Club" graças aos irmãos Millet Reyes. Depois de vencer o campeonato da Segunda Divisão em 2008, fundiu-se com Monarcas Morelia A, mantendo o nome de Mérida F.C. e as cores da instituição. Em 2011 o clube sofreu mudanças na diretoria, passou de subsidiário da Monarcas para Atlante (por apenas seis meses), o nome sofreu uma pequena modificação para "Club de Fútbol Mérida" e depois foi vendido em junho para Fernando San Román Cervantes, que comandou a franquia por 4 anos. Em 2015 Rodolfo Rosas Cantillo e vários sócios assumiram a equipe, mudando seu nome para "Venados Fútbol Club Yucatán" e voltando às raízes da franquia.

## História
O clube apareceu pela primeira vez em 1988 na Segunda Divisão do México como "Venados de Yucatán", sua estreia foi contra os Azucareros no estádio Jalisco com uma derrota por 2 a 0 para o cervo. Em sua primeira temporada, 1988-89, comandada por Mario Pérez Guadarrama, a equipe conseguiu disputar a grande final de promoção contra o Potros Neza de Víctor Manuel Vucetich. No jogo de ida disputado em 8 de julho de 1989 no Estádio Carlos Iturralde Rivero, a equipe do Potros Neza conquistou a vitória com gol de Guillermo Cantú. Uma semana depois, no sábado, 15 de julho, a segunda mão foi disputada no Estádio Azulgrana, desta vez a vitória foi para os Venados com gol de Alonso "El Güero" Alonso. A promoção foi decidida no terceiro jogo realizado na terça-feira, 18 de julho, no Estádio Jalisco, Venados caiu por 3 a 0, encerrando o agregado em 4 a 1 a favor do Potros Neza.
Nas temporadas seguintes o time passou por três mudanças na presidência, Jorge Arana Palma deixou o time para Antonio Abraham Xacur que na temporada 1991-92 o vendeu para David Lago Ancona. Por um tempo, David Lago teve um conflito com Efraín Lugo Ricalde, como este se dizia dono da franquia, ao final foi processada uma substituição no certificado de filiação e Lugo Ricalde permaneceu como titular. Durante esse tempo o clube manteve-se estável, permanecendo quase sempre no meio lugares da tabela geral.
Em 1994, a Segunda Divisão passou a ser Primeira Divisão 'A'. O primeiro jogo do Venados nesta nova divisão foi no dia 7 de setembro de 1994 contra o Caimanes de Tabasco, no Estádio Olímpico de Villahermosa, Tabasco, e o jogo terminou empatado com um gol. As anotações foram feitas por Salvador Benz para Tabasco e César Márquez para Yucatán. Los Venados virão ou jogarão com Hernán Palet, Ramiro Torres, Carlos Rivas, Martín Cruz, Rubén Cuevas, Jorge Prioti, Hugo Ortiz, Luis Orozco, Gonzalo López, Raúl Paredes e Lorenzo Sáez, sob a direção de José Luis Real. A primeira vitória do clube ocorreu em 24 de setembro de 1994, no Estádio Olímpico Carlos Iturralde, quando derrotou o Cañeros del Zacatepec por 1 a 0 após disputar a segunda rodada do campeonato. O único gol da partida foi feito pelo argentino Lorenzo Sáez.
No inverno de 1998, o clube chegou à final da Primera División 'A' contra o Chivas Tijuana após derrotar o Correcaminos nas quartas de final (2 a 2 no geral) e o Veracruz nas semifinais (3 a 1). Depois de empatar a primeira mão em Tijuana, os comandados de Enrique López Zarza venceram o Chivas Tijuana por 1 a 0 no "Carlos Iturralde Rivero" em 20 de dezembro de 1998 e com isso conquistaram o primeiro título profissional da história da franquia. O campeonato deu ao clube a oportunidade de disputar a final da Promoção em 1999 contra o Unión de Curtidores, o placar geral foi de 7 a 1 a favor dos Curtidores, com isso a franquia ficou na ponta da classificação máxima da categoria pela segunda vez em sua história.
A equipe continuou lutando pela promoção, mas acabou desaparecendo em 2001. Yucatán ficou sem time de futebol profissional por uma temporada, até a temporada 2002-03 Antonino "Nino" Costanzo transferiu a franquia do Atlético Chiapas para Mérida e a transformou em Atlético Yucatán. Esta nova equipe não teve os resultados desejados e por isso Costanzo decidiu devolvê-la a Chiapas.
Após o desaparecimento do Atlético Yucatán, os irmãos Arturo e Mauricio Millet Reyes queriam manter um time da Primeira Divisão 'A' em Mérida, por isso convidaram Francisco Ibarra de Quevedo, dono do Nacional Tijuana, para mudar sua franquia para Mérida, ele aceitou e a equipe passou a se chamar Mérida Fútbol Club. O primeiro torneio curto em que o Venados del Mérida FC participou foi o Apertura 2003 com o argentino Fernando Aldo Ortiz como treinador. No torneio seguinte, o Clausura 2004, a equipe chegou às semifinais contra o Dorados de Sinaloa, a primeira mão foi disputada no dia 14 de maio no estádio "Carlos Iturralde" e o resultado foi um empate por um gol, com gols de Alejandro Leyva para o Mériday do uruguaio naturalizado mexicano Héctor Giménez pela Dorados. A segunda mão foi disputada a 21 de maio, no estádio "Carlos González" de Culiacán, onde os Dorados, com dois gols de Héctor Giménez, venceram os Venados por 2-0, terminando o agregado 3-1. Neste torneio, o Yucatecan Alonso Diego Molina foi treinado.
Após o Clausura 2005, os irmãos Millet anunciaram a venda do time para o Irapuato, devido a problemas econômicos, derivados dos baixos ingressos para o estádio e pouco apoio do governo para a organização.8 Um ano depois, em 2006, o time reapareceu no Segunda Divisão e a temporada 2007-08, eles ganharam o campeonato da Segunda Divisão ao derrotar o Loros de la Universidad de Colima na disputa de pênaltis e com isso foram promovidos à Primeira Divisão 'A'.
Para o torneio Apertura de 2008, a equipe decidiu ingressar no Monarcas Morelia A, que havia descido e comprado a franquia Quéretaro, para benefício mútuo. O time permaneceu em Mérida e Monarcas colocou os jogadores. No primeiro torneio, ele foi eliminado em nas quartas de final pelo Club Tijuana. No Torneio Clausura 2009 chegaram à final e voltaram a enfrentar o Tijuana, o Mérida venceu a primeira mão com um golo de "Perejita" López e a 24 de maio, na segunda mão em Tijuana, empatou a 0-0. o campeonato Primera División 'A'. O Mérida disputou a final de promoção contra o Querétaro, na primeira mão perdeu por 2-1, enquanto na segunda mão conseguiu um resultado de 1-0 a favor com um golo de Pedro Luis Beltrán, que os levou ao prolongamento, depois de não haver golos, o jogo teve de ser definido nas grandes penalidades, onde Gallos venceu por 5-4, perdendo assim a oportunidade de subida.
Durante dezembro de 2010 e janeiro de 2011, foi realizada uma mudança de franquia entre as afiliadas de Monarcas Morelia e Atlante, como resultado disso, Mérida F.C. foi transferido para Nezahualcóyotl e se tornou Toros Neza, enquanto o Atlante UTN foi enviado para Mérida e se tornou "Club de Fútbol Mérida". Grupo Pegaso, e Juan Manuel Noya foi escolhido para assumir a presidência da equipe.
Para o Clausura 2015, Juan Manuel Noya deixou o cargo de presidente do clube e em seu lugar chegou o Lic. Rodolfo Rosas Cantillo. o fato de que a franquia foi buscada para vincular mais com o estado, Yucatan e não apenas na cidade, Mérida.

## Estádio
Os "Venados" jogam em casa no Estádio Carlos Iturralde Rivero. O estádio recebe esse nome em homenagem a Carlos Iturralde Rivero, o primeiro jogador de futebol iucatecano a jogar pela seleção mexicana de futebol. Foi inaugurado em 1987 com uma partida entre o CUM e a escola Modelo, times de grande tradição no futebol de Yucatán; Tem capacidade aproximada para 20.000 espectadores e camarotes para executivos locais e visitantes, além de espaços para a imprensa. O primeiro gol da história do estádio foi marcado pelo iucatecano Alonso Diego Molina.

### Outras Sedes
No passado, Los Venados também disputou partidas do Ascenso MX no estádio Alonso Diego Molina, localizado na Hacienda Tamanche, ao norte da cidade de Mérida.

## Títulos
- Liga de Ascenso: Invierno 1998, Clausura 2009
- Segunda División de México: Apertura 2008